# 문경 도천사지 동·서 삼층석탑
문경 도천사지 동서삼층석탑(聞慶 道川寺址 東西三層石塔)은 대한민국 경상북도 김천시 대항면, 직지사 대웅전 앞에 동·서로 서 있는 2기의 석탑이다. 전체 높이는 8.1m, 탑 높이는 5.3m이다. 1976년 11월 30일 대한민국의 보물 제606호로 지정되었다.
원래 문경시 산북면 서중리에 있었던 도천사 자리에 파손, 산재해 있던 것을 1974년 직지사 주지 녹원이 이곳에 옮겨 원형대로 복원하였고, 탑봉 상륜부는 1976년 전문가(한수영 박사)의 고증으로 복원되었다. 8개의 석주와 8면의 석판으로 된 초대 위에 4개의 석주와 4개의 석판으로 정방체를 이룬 탑신이 조화를 이루어 안정감을 주는 거탑이다. 1층과 2층은 6단, 3층은 5단으로 정교하게 조각되어 있으며 통일신라시대 도선국사가 조성했다고 전해지고 있다.

## 개요
직지사 대웅전 앞에 동·서로 서 있는 2기의 석탑으로, 원래 경북 문경의 도천사터에 쓰러져 있던 것을 이 곳으로 옮겨 놓은 것이다. 두 탑 모두 각 부분의 양식이 같아서 1단의 기단(基壇)위로 3층의 탑신(塔身)을 올리고 있다.
여러 장의 넓적한 돌로 짜여진 기단은 4면의 모서리와 가운데에 기둥 모양의 조각을 두었다. 탑신의 각 층 몸돌과 지붕돌은 각각 하나의 돌로 이루어져 있으며, 각 몸돌에는 모서리마다 뚜렷한 기둥 모양의 조각이 새겨져 있다. 얇고 평평한 지붕돌의 밑면 받침으로 1·2층은 5단, 3층은 4단을 두었고, 수평을 이루던 처마는 네 귀퉁이에서 경쾌하게 들려 있다. 꼭대기에 올려진 거대한 모습의 머리장식은 1976년 탑을 옮겨 세울 때 새로 만들어 장식해 놓은 것이다.
탑신의 1층 몸돌 높이가 지나치게 높긴 하나, 전체적으로 세련된 분위기를 자아내고 있다. 기단이 1단이고, 지붕돌의 들린 정도 등으로 보아 통일신라시대의 작품으로 짐작된다.

## 같이 보기
- 문경 도천사지 삼층석탑 - 보물 제607호

## 참고자료
- 문경 도천사지 동·서 삼층석탑 - 국가유산청 국가유산포털